# Grunt Records
Grunt Records je americké hudební vydavatelství, založené v roce 1971 skupinou Jefferson Airplane. U tohoto vydavatelství vyšla například alba Long John Silver (Jefferson Ariplane), The Phosphorescent Rat (Hot Tuna), Papa John Creach (Papa John Creach) a mnoho dalších.